# Julius Thomsen

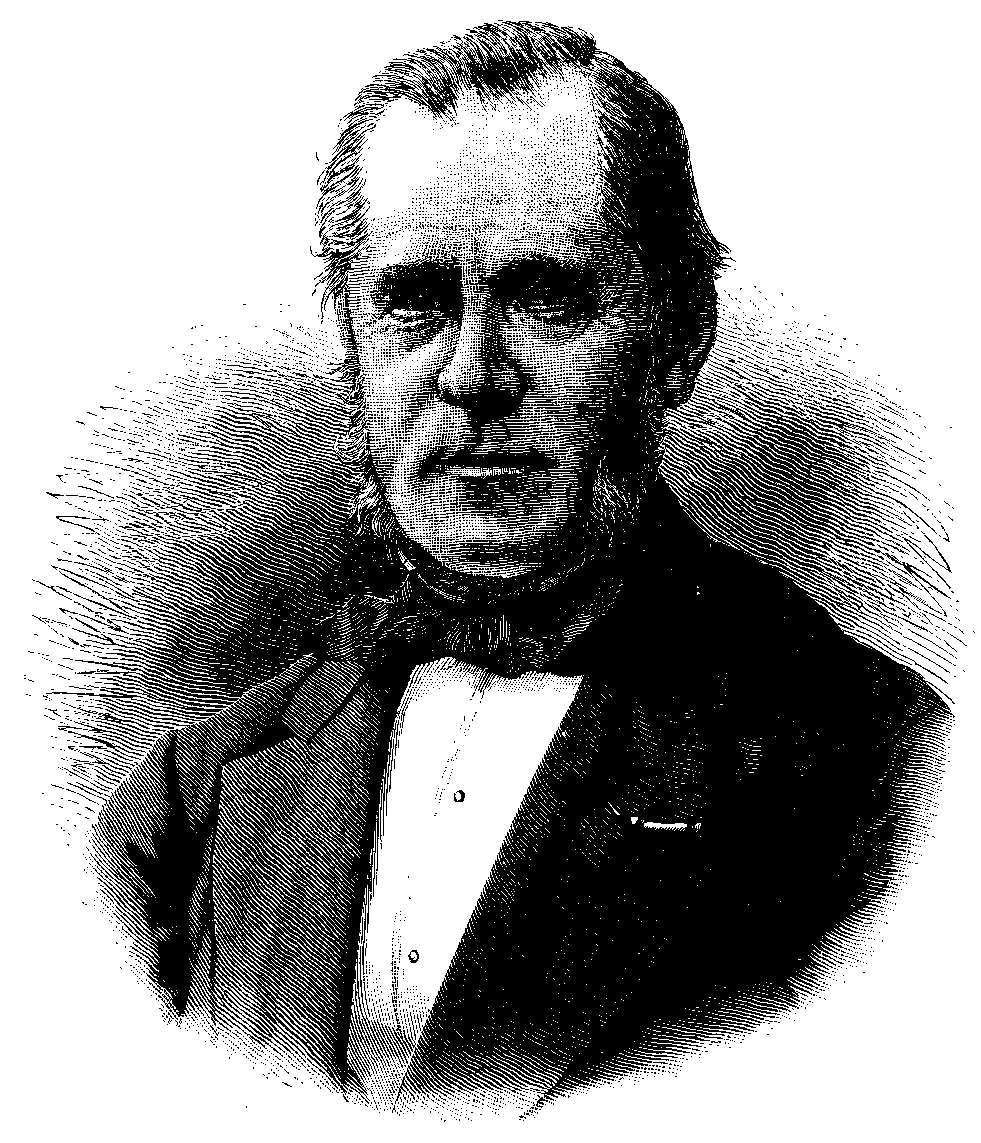
Julius Thomsen

Hans Peter Jørgen Julius Thomsen (* 16. Februar 1826 in Kopenhagen; † 13. Februar 1909 ebenda) war ein dänischer Chemiker.

## Leben
Thomsen wirkte zuerst als Dozent der Chemie an der polytechnischen Lehranstalt und Dozent der Physik an der militärischen Hochschule seiner Heimatstadt. Dann war er von 1866 bis 1891 Professor für Chemie an der Universität Kopenhagen, wo er zweimal als Rektor amtierte. Von 1883 bis 1902 war er zudem Direktor der Polytekniske Læreanstalt, dem Vorgänger von Dänemarks Technischer Universität.
Er wendete zuerst 1853 die Lehren der mechanischen Wärmetheorie auf thermochemische Vorgänge an und führte zu diesem Zweck unter Verbesserung der Methoden zahlreiche Bestimmungen der Wärmetönungen bei chemischen Reaktionen aus. Ferner bestätigte er das Massenwirkungsgesetz und erstellte die erste Tabelle der Acidität von Säuren. 1853 gründete er die Kryolith-Industrie und war seit 1865 Direktor der Kryolithminen und -Handelsgesellschaft in Kopenhagen.

## Werke
- Thermochemische Untersuchungen. 4 Bände. Barth, Leipzig 1882–1886. (Digitalisat Band 1), (Band 2), (Band 4)
- Thermochemistry. Longmans, London 1908. (Digitalisat)

## Ehrungen
Thomsen gehörte zahlreichen Akademien und gelehrten Gesellschaften an. 1884 wurde er in die American Academy of Arts and Sciences gewählt. Die Académie royale des Sciences, des Lettres et des Beaux-Arts de Belgique nahm ihn im Dezember 1887 als assoziiertes Mitglied auf. Von 1888 bis 1909 war er Präsident der Königlich Dänischen Akademie der Wissenschaften. Die Universität Uppsala zeichnete ihn 1877 mit der Ehrendoktorwürde aus. 1883 wurde ihm die Davy-Medaille und 1896 das Großkreuz des Dannebrogordens verliehen. Das Mineral Thomsenolith wurde nach ihm benannt.